# Rossett
Rossett är en ort och community i Storbritannien.   Den ligger i kommunen Wrexham och riksdelen Wales, i den södra delen av landet, 260 km nordväst om huvudstaden London. 
Vid folkräkningen 2011 hade tätorten Rossett 2 007 invånare och communityn, som även omfattar kringliggande byar och landsbygd, hade 3 231 invånare.